# Maria Adélia (Santa Luzia)
Maria Adélia é um bairro da cidade de Santa Luzia, em Minas Gerais.
O bairro conta com logradouros temáticos, as ruas do bairro possuem nomes de aves como por exemplo Rua das Andorinhas, Rua das Araras, Rua dos Tucanos, Rua dos Uirapurus e outros.